# Josa simoni
Josa simoni là một loài nhện trong họ Anyphaenidae.
Loài này thuộc chi Josa. Josa simoni được Lucien Berland miêu tả năm 1913.